# Ernst Grosse (Ethnologe)
Ernst Carl Gustav Grosse (auch Große) (* 29. Juli 1862 in Stendal; † 26. Januar 1927 in Freiburg im Breisgau) war ein deutscher Ethnologe, Kunstwissenschaftler und -sammler, der sich insbesondere mit ostasiatischer Kunst befasste.

## Leben
Grosse war der Sohn eines Kanzleigerichts-Assessors. Nach seinem Studium der Philosophie, Literaturgeschichte und Geschichte in Berlin, München und Heidelberg wurde er 1887 an der Universität Halle zum Thema „Die Literaturwissenschaft, ihr Ziel und ihr Weg“ promoviert. Mit der erkenntnistheoretischen Schrift „Herbert Spencers Lehre von dem Unerkennbaren“ habilitierte er sich 1889 bei Alois Riehl an der Universität Freiburg. Anschließend wurde er dort Privatdozent für Philosophie und hielt eine erste Vorlesung über die Kunst der Naturvölker. Im gleichen Jahr wurde er Kurator der Freiburger Städtischen Kunstsammlungen und bekleidete dieses Amt bis 1902.
Seit 1892 lebte er in einem gemeinsamen Haushalt in Freiburg mit der Mäzenatin Marie Meyer (1834–1915, Witwe des Fabrikanten Heinrich Adolph Meyer), die ihm eine mütterliche Freundin war, ihn sogar (aus Rechtsgründen vergeblich) adoptieren wollte. Mit ihr baute er im Laufe der Jahre eine beträchtliche Sammlung ostasiatischer Kunst auf. Durch sein 1894 erschienenes Buch Die Anfänge der Kunst wurde er zum Pionier der modernen Ethnologie. 1895 wurde er Außerplanmäßiger Professor für Philosophie und Ethnologie an der Freiburger Universität, ließ sich aber beurlauben und entwickelte eine ausgedehnte Reisetätigkeit in Europa. 1898 schenkte ihm Marie Meyer Kunstgegenstände von beträchtlichem Wert, darunter viele ostasiatische Objekte. Von 1902 bis 1906 war Grosse ehrenamtlicher Direktor der Städtischen Kunstsammlungen in Freiburg.
Großes Interesse an Japan wird erstmals deutlich an einer Vorlesung über japanische Kunst und eine erste Veröffentlichung dazu erfolgte 1903 mit der Schrift Japanische Kunst in Europa. 1907 und 1908 war er in Japan und unterstützte dabei unter anderem Wilhelm von Bode bei Ankäufen für die Königlichen Museen zu Berlin. Schon im November 1908 reiste er auf Empfehlung von Bode wieder dorthin als Kunstsachverständiger für die deutschen Botschaften in Tokio und Peking. 1913 heiratete er eine Japanerin und kehrte nach Freiburg zurück, wo er 1914 seine Vorlesungen wieder aufnahm und bis zu seinem Tod 1927 lehrte.
Nachdem Marie Meyer 1913 ihre Sammlungen den Berliner Museen testamentarisch vermacht hatte, gab es nach ihrem Tod 1915 Auseinandersetzungen um das Erbe, die Grosse dadurch beendete, dass er seine Schenkungen von Marie Meyer 1916 ebenfalls den Berliner Museen überließ.
1919 freundete er sich mit Julius Bissier an, auf dessen späteres Werk er aufgrund seiner Ostasien-Kenntnisse großen Einfluss haben sollte. 1926 wurde Grosse zum planmäßigen außerordentlichen Professor an der Universität Freiburg berufen, nachdem er ein von Marie Meyer geerbtes Haus im Schwarzwald der Universität überschrieben hatte, starb aber schon knapp vier Monate später in Freiburg.
Aus Grosses Tagebüchern geht hervor, dass er japanisch weder lesen noch sprechen konnte, sondern sich der dortigen Kunst gefühlsmäßig näherte. Zu seinen Quellen gehörte einmal der Bezug der japanische Kunstzeitschrift KOKKA mit sehr guten Abbildungen, deren Texte er aber nicht lesen konnte, zum anderen die von Bode vermittelte Beziehung zu einem japanischen Kunsthändler in Paris, Tadamsa Hayashi, der einen großen Einfluss auf sein Verständnis japanischer Kunst ausübte.
Grosse entwickelte die Überlegung, das jeder Teil der Kultur eine bestimmte Wirkung auf die Organisation und die Funktion der Familie ausübt. Aus arbeitstechnischen Gründen beschränkt er sich auf die Untersuchung der Einflüsse der Wirtschaft. Hierzu teilte er die Produktions- bzw. Wirtschaftsformen in eine Übersicht aus fünf Stufen ein: Niedere Jäger, Höhere Jäger, Viehzüchter, Niedere Ackerbauer und Höhere Ackerbauer. Grosse betont aber zugleich nachdrücklich, dass es sich hier um keine historische Entwicklungsreihe handelt.

## Schriften (Auswahl)
- Die Literaturwissenschaft, ihr Ziel und ihr Weg. 1887.
- Über Naturanschauung der alten griechischen und römischen Dichter. 1890.
- Der erste Baustein zu einer ethnologischen Aesthetik. Wien 1891.
- Die Anfänge der Kunst. Freiburg, Mohr, 1894.
- Die Formen der Familie und die Formen der Wirtschaft. Mohr, Leipzig 1896.
- Die ostasiatische Tuschmalerei. Berlin, Cassirer, 1923.
- Ostasiatisches Gerät. In: Kunst und Künstler: illustrierte Monatsschrift für bildende Kunst und Kunstgewerbe. Zürich, 1927.
- Ostasiatische Erinnerungen eines Kolonial- und Auslandsdeutschen. Neuer Filser-Verlag, München 1938.